# وید، هامپتون، کارولینای جنوبی
وید (به انگلیسی: Wade Hampton) یک منطقهٔ مسکونی در ایالات متحده آمریکا است که در شهرستان گرینویل، کارولینای جنوبی واقع شده‌است. وید ۲۳٫۳ کیلومتر مربع مساحت و ۲۰٬۶۲۲ نفر جمعیت دارد و ۳۱۴ متر بالاتر از سطح دریا واقع شده‌است.